# Héctor Manzano
Héctor Manzano Alcaraz (nacido el 8 de agosto de 1980 en Barcelona, Cataluña) es un jugador de baloncesto profesional de nacionalidad española que juega en el Club Ourense Baloncesto.
Héctor Manzano es un jugador polivalente de 2,06m. que puede tirar a media distancia (4-5 metros) con buenos porcentajes, al igual que desde el perímetro más allá de la línea de tres puntos,  si le sumas la capacidad de rebotear con solvencia, defender con eficacia, y que es un gran pasador, hacen de su fichaje una gran apuesta del club. 
En el curriculum de Héctor destacan el C. B. Granada durante 3 temporadas en EBA y ACB, en LEB en Menorca Basket para volver al C. B. Granada. Posteriormente jugó en otros clubes como Gandía Basket, U. B. La Palma, C. B. Vic, el Obradoiro y el C. E. Ciutat de Lleida la temporada 10-11, temporada previa a su dilatada carrera en el decano de la LEB Oro, el Club Melilla Baloncesto, donde ha permanecido un total de 5 temporadas de forma interrumpida por su paso por ACB la temporada 13-14, militando en el C. B. Valladolid y su paso por la liga Francesa en la temporada 14-15 en Ada Blois Basket,  equipo de la NM1.  
Durante la temporada 2016-17 promedió en 21,5 minutos por partido, 8,1 puntos con un 51% de efectividad en tiros de 2, un 46% en triples y un 74% en tiros libres. Además recogió 4 rebotes por partido (3 defensivos por 1 ofensivo), 1,3 asistencias para una media de más de 8 de valoración personal.

## Trayectoria deportiva
- 1999-01 Liga EBA. CB Granada.
- 2001-03 ACB. CB Granada.
- 2003-04 LEB Oro. Menorca Bàsquet.
- 2004-05 ACB. CB Granada.
- 2005-07 LEB Plata. Aguas de Valencia-Gandía.
- 2007-08 LEB Oro. UB La Palma.
- 2008-09 LEB Oro. Basket Vic.
- 2009-10 ACB Xacobeo Blu:Sens
- 2010-11 LEB Oro. Lleida Bàsquet
- 2011 ACB. CB Granada.
- 2011-abril de 2014 LEB Oro. Club Melilla Baloncesto
- Desde abril de 2014 ACB. CB Valladolid
- 2014-2015 NM1. ADA Blois Basket
- 2015-2018 LEB Oro. Club Melilla Baloncesto

## Palmarés
2005-06. Aguas de Valencia Gandia. LEB-2. Subcampeón y ascenso. 
MVP Nacional de la temporada (16,2 puntos - 8,6 rebotes - 18,6 valoración).
2000-01. LEB-1. C. B. Granada. Subcampeón y ascenso.
2015-16. Melilla Baloncesto. Copa Princesa. Subcampeón con ascenso a ACB.
Selección de España sub-20, Selección de España Joven y en el 2001 en el Mundial Sub-21, en Saitama.